# گذرگاه مرزی مهران
 گذرگاه مرزی مهران یگ گذر مرزی در ۸۵ کیلومتر ایلام ‌و ۱۲ کیلومتر شهر مهران یکی از مرزهایی است که در این میان از موقعیت بسیار ویژه و راهبردی برخوردار است و این مرز سال ۱۳۸۲ با پیشنهاد وزارت امور خارجه کشورمان از سوی سازمان ملل متحد به عنوان مرز بین‌المللی شناخته شد.
پایانه های مسافر و تجاری این گذرگاه به عنوان بزرگترین پایانه مرزی کشور در سال ۸۳ افتتاح شد و در دی ۱۳۹۸ نام پایانهٔ مرزی مهران به «پایانهٔ مرزی سردار سپهبد شهید حاج قاسم سلیمانی» تغییر کرد.